# Championnat de Polynésie française de football 2013-2014
Navigation
Saison précédente Saison suivante
La saison 2013-2014 du Championnat de Polynésie française de football est la soixante-septième édition du championnat de première division en Polynésie française. Les dix meilleurs clubs de Polynésie sont regroupés au sein d'une poule unique, la Ligue Mana, où ils s'affrontent une fois au cours de la saison. Les six premiers jouent une deuxième phase pour déterminer le champion tandis que les quatre derniers doivent disputer une poule de promotion-relégation face aux clubs de Division 2.
C'est l’AS Pirae qui est sacré champion de Polynésie cette saison après avoir terminé en tête du classement final avec six points d’avance sur l'AS Tefana et treize sur l'AS Vénus. C'est le huitième titre de champion de Polynésie française de l’histoire du club.

## Qualifications continentales
Le club terminant en tête de la première phase du championnat se qualifie pour la Ligue des champions de l'OFC 2013-2014 tandis que le champion de Polynésie française obtient son billet pour la Ligue des champions de l'OFC 2014-2015.

## Les clubs participants
| - AS Pirae - AS Tefana - AS Vénus - AS Dragon - AS Roniu | - AS Manu-Ura - AS Tamarii Faa'a - AS Excelsior - Promu de Division 2 - Olympique Mahina - AS Vairao - Promu de Division 2 |

## Compétition

### Première phase
Le barème utilisé pour établir le classement est le suivant :
- Victoire : 4 points
- Match nul : 2 points
- Défaite : 1 point

| Rang | Équipe           | Pts | J | G | N | P | Bp | Bc | Diff |
| ---- | ---------------- | --- | - | - | - | - | -- | -- | ---- |
| 1    | AS Pirae         | 33  | 9 | 8 | 0 | 1 | 37 | 11 | +26  |
| 2    | AS Tefana        | 33  | 9 | 8 | 0 | 1 | 50 | 10 | +40  |
| 3    | AS Manu-Ura      | 26  | 9 | 5 | 2 | 2 | 22 | 12 | +10  |
| 4    | AS DragonT       | 24  | 9 | 5 | 0 | 4 | 33 | 14 | +19  |
| 5    | AS Vénus         | 23  | 9 | 4 | 2 | 3 | 25 | 20 | +5   |
| 6    | AS Roniu         | 23  | 9 | 4 | 2 | 3 | 15 | 20 | -5   |
| 7    | AS ExcelsiorP    | 18  | 9 | 2 | 3 | 4 | 13 | 21 | -8   |
| 8    | AS Tamarii Faa'a | 15  | 9 | 2 | 0 | 7 | 20 | 31 | -11  |
| 9    | AS VairaoP       | 15  | 9 | 1 | 3 | 5 | 12 | 40 | -28  |
| 10   | Olympique Mahina | 9   | 9 | 0 | 0 | 9 | 4  | 52 | -48  |

|  | Qualification pour la Ligue des champions de l'OFC 2013-2014 et pour la deuxième phase |
|  | Qualification pour la deuxième phase                                                   |
|  | Participation à la poule de promotion-relégation                                       |
|  | T : Tenant du titre P : Promu de division inférieure                                   |

### Deuxième phase
Les six premiers du classement s’affrontent à nouveau deux fois pour déterminer le champion. L'AS Pirae démarre la deuxième phase avec un bonus de deux points après avoir terminé en tête de la première phase.
| Rang | Équipe      | Pts | J  | G | N | P | Bp | Bc | Diff |
| ---- | ----------- | --- | -- | - | - | - | -- | -- | ---- |
| 1    | AS Pirae +2 | 37  | 10 | 8 | 1 | 1 | 33 | 18 | +15  |
| 2    | AS TefanaC  | 31  | 10 | 6 | 3 | 1 | 28 | 16 | +12  |
| 3    | AS Vénus    | 24  | 10 | 4 | 2 | 4 | 21 | 19 | +2   |
| 4    | AS DragonT  | 22  | 10 | 4 | 0 | 6 | 19 | 23 | -4   |
| 5    | AS Manu-Ura | 19  | 10 | 2 | 3 | 5 | 14 | 19 | -5   |
| 6    | AS Roniu    | 14  | 10 | 1 | 1 | 8 | 16 | 36 | -20  |

|  | Qualification pour la Ligue des champions de l'OFC 2014-2015         |
|  | T : Tenant du titre C : Vainqueur de la Coupe de Polynésie française |

## Bilan de la saison
| Championnat de Polynésie française de football 2013-2014 |                     |
| Champion                                                 | AS Pirae (8e titre) |
| Coupes et trophées                                       |                     |
| Vainqueur de la Coupe de Polynésie française 2013-2014   | AS Tefana           |
| Qualifications continentales                             |                     |
| Ligue des champions de l'OFC 2013-2014                   | AS Pirae            |
| Ligue des champions de l'OFC 2014-2015                   | AS Pirae            |
| Promotions et relégations                                |                     |
| Promus en Ligue Mana                                     | AS Central Sports   |
| Promus en Ligue Mana                                     | Tahiti U17          |
| Relégués en Division 2                                   | AS Vairao           |
| Relégués en Division 2                                   | Olympique Mahina    |